# Aleiodes molestus
Aleiodes molestus – gatunek błonkówki z rodziny męczelkowatych.

## Zasięg występowania
Gatunek ten notowano w Stanach Zjednoczonych (Środkowy Zachód i zachodnia część Południa aż po Florydę) oraz Meksyku i Kostaryce.

## Biologia i ekologia
Gatunek ten jest parazytoidem gąsienic licznych motyli, występujących na terenach otwartych (łąki, pola uprawne, miejsca z niską roślinnością). Na południu Stanów Zjednoczonych Imago spotyka się od końca kwietnia do połowy września.